# Rosulabryum montevidense
Rosulabryum montevidense là một loài Rêu trong họ Bryaceae. Loài này được (Broth.) Ochyra & Matteri mô tả khoa học đầu tiên năm 2004.